# Трунин, Михаил Рюрикович
Михаил Рюрикович Трунин (р. 16 октября 1958 года, Москва) — учёный-физик, доктор физико-математических наук (1999), главный научный сотрудник, зав. лаб. ИФТТ РАН (с 2013), профессор, декан факультета общей и прикладной физики (ФОПФ) МФТИ (2007—2016), декан физического факультета НИУ ВШЭ (с 2016), приглашённый преподаватель факультета фундаментальной физико-химической инженерии МГУ.

## Биография
Михаил Трунин родился 16 октября 1958 г. в г. Москве. Родители были физиками, поэтому среднюю школу № 5 окончил с золотой медалью в 1975 году уже в Арзамасе-16. В школьные годы довольно успешно участвовал в ряде учебных олимпиад, по их итогам был приглашён в московскую Колмогоровскую ВМШ, но не поехал туда. Пытался поступить на ФОПФ МФТИ, но не прошёл и был, с учётом прежних достижений, без экзаменов принят на физический факультет Горьковского университета, который и окончил в 1980 г.
В том же году начал работать в лаборатории электронной кинетики Института физики твёрдого тела АН СССР стажёром-исследователем, затем научным сотрудником, на 2021 г. является главным научным сотрудником, заведующим лабораторией
В 1985 защитил диссертацию на учёное звание к. ф.м. н. по теме «Нелинейные траекторные эффекты в металлах в микроволновом диапазоне», в 1999 г. — докторскую по теме «Микроволновый отклик монокристаллов высокотемпературных сверхпроводников»
.
С 1998 г. присвоено учёное звание «старший научный сотрудник».

## Научные интересы
Вначале М. Р. Трунин принимал участие в исследованиях нелинейных микроволновых эффектов в чистых металлах при низких температурах, в частности:
- нелинейного циклотронного резонанса;
- резонансного взаимодействия электромагнитных волн;
- нелинейных резонансов на скачущих электронных траекториях.

Позже интересы М. Р. Трунина включили процессы распространения магнитоплазменных волн в металлах. В этой области он рассчитал, в частности, спектр циклотронных волн в висмуте и обнаружил особенности этого спектра в нелинейном сигнале и поверхностном импедансе монокристаллов висмута.
С 1987 года М. Р. Трунин изучает высокочастотный отклик высокотемпературных сверхпроводников. В этой области также удалось достичь ряда интересных результатов, которые были изложены в шести обзорных статьях и хорошо известны международному научному сообществу.
В 2018 г., среди важнейших научных достижений за этот год, полученных сотрудниками ИФТТ РАН, приводится сообщение А. Ф. Шевчуна и М. Р. Трунина «Локальный импеданс шероховатой поверхности хирального p-волнового сверхпроводника»

## Преподавательская деятельность
Михаил Рюрикович Трунин начал преподавать с 1993 г. в МФТИ ассистентом, старшим преподавателем и, по настоящее время (на 2021 г.), — профессором факультета общей и прикладной физики (ФОПФ) МФТИ, преимущественно на базовой кафедре физики твёрдого тела (ФТТ) при ИФТТ РАН.
С 2002 по ноябрь 2007 являлся заместителем заведующего вышеупомянутой кафедрой.
С 2008 по 2013 был руководителем междисциплинарного научно-образовательного центра «Бионанофизика» МФТИ, а с 2014 по 2015 — директором междисциплинарного центра фундаментальных исследований МФТИ.
С декабря 2007 по январь 2016 был избранным деканом ФОПФ МФТИ.
С октября 2016 — по настоящее время(на 2021 г.) — декан факультета физики НИУ ВШЭ.
Также читает лекции на факультете фундаментальной физико-химической инженерии МГУ..

## Семья
- Отец — Трунин, Рюрик Фёдорович (2 марта 1933 — 29 мая 2016) — российский учёный в области экспериментальной физики.

## Из библиографии

### Редакторская деятельность
- Современные проблемы фундаментальных и прикладных наук : труды 52-й научной конференции МФТИ / М-во образования и науки Российской Федерации [и др.]; [сост.: М. В. Костелева, А. А. Тельнова, И. Г. Шомполов]. — Москва ; Долгопрудный : ГОУ ВПО «Московский физико-технический ин-т», 2009-. — 21 см.
  - Ч. 2: Общая и прикладная физика / [сост.: М. Р. Трунин, А. В. Арсенин]. — 2009. — 302 с. : ил., табл.; ISBN 978-5-7417-0288-8

### Статьи
- Научные труды М. Р. Трунина на Math-Net.Ru
- Его статьи в РИНЦ.
- Его статьи как сотрудника лаб. электронной кинетики ИФТТ РАН.

### Диссертации
- Трунин, Михаил Рюрикович. Нелинейные траекторные эффекты в металлах в микроволновом диапазоне : диссертация … кандидата физико-математических наук : 01.04.07. — Черноголовка, 1985. — 139 с. : ил.
- Трунин, Михаил Рюрикович. Микроволновый отклик монокристаллов высокотемпературных сверхпроводников : диссертация … доктора физико-математических наук : 01.04.07. — Черноголовка, 1999. — 154 с.[5]